# 三輪田真佐子
三輪田 眞佐子（みわた / みわだ まさこ、1843年1月30日（天保14年1月1日） - 1927年（昭和2年）5月3日）は、明治から昭和にかけての教育者。京都府京都市生まれ。三輪田学園中学校・高等学校の創立者である。

## 生涯
津山藩の陽明学者・中條侍郎と再婚した母・瀧野の連れ子・梅子として育つ（実父については記録がなく諸説あり）。
1855年（安政2年）、12歳の時に梁川星厳とその妻の紅蘭に就き、漢学詩文、書画を学んだ。また、和歌を彦根藩士・高橋武之に学び、自らを梅野女史と称した。この他、粟田宮に書を、元女官の岩倉洗子（岩倉具集の娘）に和歌を、音博士の岩垣東園や西村茂樹にも漢文を習った。
一方で、南桑田郡馬路村の郷士に乞われて同村の私塾「典学舎」で教えていた養父・侍郎の代講も少女期より行うようになり、1867年（慶応3年）から1869年（明治2年）までは、梁川の弟子・宇田淵と親交のあった岩倉具視の内殿侍講として、岩倉家の子女への教授を務めている。
1869年（明治2年）、伊予松山藩士で大学少亟であった尊王派志士の三輪田元綱と結婚のため宇田の養女となり、元綱とともに東京に移る。当時、元綱41歳、眞佐子26歳。4人の子をもうけたが、3人は夭折した。1人は息子の元孝で、1872年（明治5年）4月9日に生まれている。
1878年（明治11年）、役人を辞めたのち病となった元綱とともに松山に赴くが、翌1879年（明治12年）に夫と死別した。周囲からは再婚を勧められたものの、自らの学問の蓄積に自信のあった眞佐子は、松山に私塾明倫学舎を開校した。門人には田中源太郎などがいた。丁寧な指導は高い評価を受け、1884年（明治17年）には愛媛県師範学校附属小学校女教場取締となり、師範学校で漢学を教えた。
1887年（明治20年）、息子・元孝の教育環境も考慮に入れて上京、神田東松下町に翠松学舎（すいしょうがくしゃ）を開校して、現在の三輪田学園の基礎を築いた。しかし、1890年（明治23年）に元孝は病没し、1893年（明治26年）に明倫学舎の教え子であった山下富五郎（後に三輪田元道と改名）を養子とした。同年2月、東京音楽学校講師として文学を担当し、同9月には東京府高等女学校にて漢文と作文の授業を担当し、10年以上教鞭をとることとなった。
1901年（明治34年）、日本女子大学校の設立に際して、同校の漢学教授を拝命した。また同年に、鉱毒地救済婦人会の発起人の一人として名を連ねている。1902年（明治35年）、東京麹町に三輪田女学校（後に三輪田高等女学校、現在の三輪田学園中学校・高等学校）を創立して校長に就任し、女子の徳育を説く女子教育を推進した。儒教を基本にしながら女子の役割は内助の功にあるとして、著書において良妻賢母教育を提唱した。同じ頃には、愛国婦人会、日本弘道会、大日本婦人教育会などでの活動でも名を知られている。
1912年（明治45年）、女流教育者への初めての叙勲として勲六等宝冠章を受章した。1927年（昭和2年）4月1日には勲五等瑞宝章を受章した。同年5月、85歳で死没。

## 家族
- 実父 ‐ 記録なし[5]
- 養父・中條侍郎 ‐ 津山藩士、儒者。京都で名の知れた漢学者で、家塾を開いていた。[5][15]
- 母・瀧野 ‐ 戸籍によると夫と死別後、侍郎と再婚し、連れ子である幼少の真佐子もこれに入籍。[5]
- 養父・宇田栗園（淵） ‐ 漢学者。真佐子は結婚に際し、宇田の養女として輿入れした。これは真佐子が中條家の一人娘で相続人であったための処置で、中條家には新たな養子を迎えた。[9]
- 夫・三輪田元綱（1828-1879）  ‐ 兄に三輪田米山。岩倉具視の推薦により1869年に結婚。真佐子は、結婚時に夫と今後意気の合わぬことがあったら打ち明けて互いに相談し、何事も二人で研究しようと約束をしたため、夫から叱られるようなことはなかったと述べているが、元綱が官を辞したうえ病気になったため、生活は苦しく、元綱没後は借金返済のため家屋敷を売却し、私塾経営で自活の道を開いた。[16]
- 長男・三輪田元孝（1870-1889） ‐ 真佐子は４人の子を儲けたが、上３人は夫生存中に早世し、元孝は末子。虚弱体質のため学校には通わず真佐子から初等教育を受け、中学進学のため上京、農科大学受験時に急死した[17]。
- 養子・三輪田元道 (1870-1965) ‐ 教育者。香川県三豊郡荻原村の農家・山下磯八の四男・冨吾として生まれ、松山の三輪田漢学塾で学ぶ。23歳で真佐子の養子となり家督を継ぐ。英吉利法律学校で法律を学んでいたが、真佐子の勧めで一高、東京帝国大学文科大学哲学科と進み、1901年に卒業、大学院で社会学を学び、三輪田高等女学校教頭として真佐子を補佐、真佐子死去にともない校長に就任。沢寛蔵の養女で東京女子高等師範学校出身の妻・秀を迎えて5児を儲けたが死別し、中国電力技師長・長塩熙の姉で東京女子医専附属病院の産科婦人科部長を務める医師の繁子と再婚した。[18][19][20][21]

## 著作

### 眞佐子の著作
- 『女子教育論』[1]
- 『女子の本分』（1894年（明治27年））[1][12]
- 『女子修身書』[1]
- 『新家庭訓』[1]
- 『女子の務め』（1905年（明治38年））[12]
- 『教へ草』（眞佐子による自伝。のちに編纂され、2005年（平成17年）に出版される）

### 息子元道の編集
- 『梅野女史詩文集』[1]
- 『真佐子集』[1]